# Princess Principal
Princess Principal (プリンセス・プリンシパル Purinsesu Purinshiparu) là bộ anime truyền hình được sản xuất bởi Studio 3Hz và Actas. Đạo diễn là Tachibana Masaki, kịch bản được viết bởi Ōkouchi Ichirō, thiết kế nhân vật bởi Kuroboshi Kouhaku và Akiya Yukie. Anime được phát sóng từ tháng 7 đến tháng 9 năm 2017 trên Tokyo MX và các kênh khác tại Nhật Bản. Phiên bản game mobile có tên Princess Principal Game of Mission được phát hành từ tháng 8 năm 2017; trò chơi dừng hoạt động vào tháng 12 năm 2018. Bên cạnh phim truyền hình, sáu phần phim điện ảnh hậu truyện của Princess Principal: Crown Handler cũng được công bố, bắt đầu khởi chiếu từ năm 2019.

## Nội dung
Bộ phim xoay quanh cuộc sống của 5 cô gái điệp viên ở Luân  thế kỉ 19, một thành phố nằm trong vương quốc Albion. Vương quốc này bị chia làm 2 sau khi khám phá ra một loại chất bí ẩn gọi là "Cavorite"-được cho làm có thể đưa Albion lên thống trị thế giới. Nội dung phim chủ yếu về các cuộc ám sát, cải trang, gián điệp của 5 cô gái khi ở thế giới ngầm và cuộc sống bình thường của họ khi nhập học tại trường Queen's Mayfair.

## Nhân vật
Ange (アンジェ Anje )
Lồng tiếng bởi: Ayaka Imamura
Nhân vật chính, cô là gián điệp thiên tài 17 tuổi. Cô ấy nói dối rất giỏi và cũng giỏi nhận biết nói dối. Cô sở hữu một thiết bị đặc biệt cho phép cô bay trong một khoảng thời gian ngắn. Theo như được biết tên thật của cô là Charlotte. Cô tự giới thiệu mình là Ange le Carré khi học tại trường Queen's Mayfair.
Princess (プリンセス Purinsesu)
Lồng tiếng bởi: Akira Sekine 
Cô cháu gái của Công tước xứ Normandy và công chúa của Vương quốc Albion với tên là Charlotte. Cô cũng là người đứng thứ tư trong dòng tộc có khả năng kế vị ngai vàng. Tuy là một cô gái 17 tuổi có tính cách kỳ quái, nhưng cô ấy đối xử rất tốt với những người khác. Một cô gái rất thông minh và xinh đẹp, quen Ange từ mười năm trước. Cô cầu xin Ange với hy vọng rằng Ange sẽ giúp cô lên ngôi. Tên thật của cô là Ange.
Dorothy (ドロシー Doroshī )
Lồng tiếng bởi: Yō Taichi
Khoảng 20 tuổi nhưng vẫn nhập học Queen's Mayfair. Cô có một tính cách vui tươi và đóng vai trò như một nhà lãnh đạo đối trong các hoạt động gián điệp. Cô ấy sử dụng sự quyến rũ nữ tính của mình trong các nhiệm vụ và rất giỏi bắn súng, cũng như lái xe. Tên thật của cô là Daisy MacBean. "Dorothy" là tên của mẹ cô.
Beatrice (ベアトリス Beatorisu )
Lồng tiếng bởi: Akari Kageyama / Imitation Voice by: Fukushi Ochiai, Motomu Kiyokawa, Tesshō Genda
Một quý cô 15 tuổi là bạn thân và phụ tá của công chúa. Cô có thể bắt chước giọng nói của người khác bằng thông qua một thiết bị mà cha cô cấy vào cổ họng của cô. Thật tiếc là cha cô đã đối xử với cô như là một vật thí nghiệm cho các thí nghiệm của ông.
Tōdō Chise (藤堂ちせ)
Lồng tiếng bởi: Nozomi Furuki
Một sinh viên trao đổi 16 tuổi từ Saga, Nhật Bản. Cô rất giỏi đấu kiếm theo phong cách samurai và được coi là hoạt động mạnh mẽ nhất của gián điệp. Cô thường hành động ngây thơ và có một thời gian khó khăn để thích nghi với sự khác biệt văn hóa. Cô là gián điệp của Nhật Bản với nhiệm vụ quan sát Commonwealth (nước cộng hòa) và Vương quốc Anh để các cấp trên có thể xác định nước nào sẽ liên minh với nhau.
L (エル Eru )Lồng tiếng bởi: Takayuki Sugo
Một thành viên của Control, đơn vị xử lý tình báo.
7 (セブン Sebun )
Lồng tiếng bởi: Miyuki Sawashiro
Một thành viên của Control, đơn vị xử lý tình báo.
Đại tá (大佐 Taisa )
Lồng tiếng bởi: Takumi Yamazaki
Là một thành viên của Cơ quan Kiểm soát và Đại diện quân sự Cộng đồng Commonwealth.
Công tước Normandy (ノルマンディー公 Norumandī Kō )
Lồng tiếng bởi: Takaya Hashi 
Bộ trưởng Bộ Quốc phòng của Vương quốc Albion và chú của Công chúa Charlotte. Ông xử lý các vấn đề gián điệp của Vương quốc Anh, và nó là công việc của ông để loại trừ gián điệp của kẻ thù.
Gazelle (ガゼル  Gazeru )
Lồng tiếng bởi: Yuko Iida 
Một trong những thuộc hạ của Công tước xứ Normandy.